# Maddalena Crippa
Maddalena Crippa (Besana in Brianza, 4 settembre 1957) è un'attrice italiana.

## Biografia

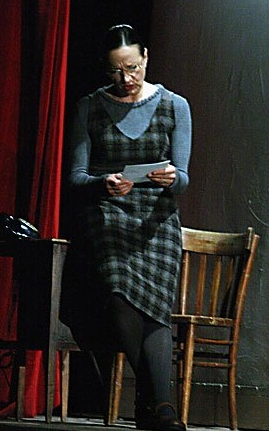
Maddalena Crippa in Sinfonia d'autunno

La sua formazione artistica è avvenuta presso il Piccolo Teatro di Milano, grazie a un lungo rapporto professionale con il regista Giorgio Strehler. In seguito la Crippa ha stretto un legame artistico e personale con il regista teatrale e lirico Peter Stein.
Attenta interprete di ruoli femminili tragici e classici, ha condotto un lungo studio personale sull'emissione vocale per perfezionare la dizione e il canto come mezzi espressivi. Nel 1994 ha vinto una Maschera d'argento e nel 2001 riceve il Premio Hystrio all'Interpretazione. 
Nel 1988 ha posato completamente nuda per la rivista erotica Excelsior.
Dal 21 febbraio 2012 ha riportato in scena lo spettacolo di teatro canzone E pensare che c'era il pensiero di Giorgio Gaber.
Ha preso parte a diversi film, tra cui Non più di uno, accanto a Renato Pozzetto.
Suo fratello è l'attore Giovanni Crippa con il quale ha interpretato Passione di Giovanni Testori nel 2013.

## Filmografia

### Cinema
- Tre fratelli, regia di Francesco Rosi (1981)
- No grazie, il caffè mi rende nervoso, regia di Lodovico Gasparini (1982)
- Il volo, episodio di Juke box, regia di Valerio Jalongo (1985)
- Aurelia, regia di Giorgio Molteni (1987)
- L'attrazione, regia di Mario Gariazzo (1987)
- Non più di uno, regia di Berto Pelosso (1990)
- Berlino '39, regia di Sergio Sollima (1993)
- Terra bruciata, regia di Andres Pfäffli (1995)
- Viol@, regia di Donatella Maiorca (1998)
- Onorevoli detenuti, regia di Giancarlo Planta (1998)
- Giochi d'equilibrio, regia di Amedeo Fago (1998)
- Film, regia di Laura Belli (2000)
- Commesso viaggiatore, regia di Francesco Dal Bosco (2001)
- Il quaderno della spesa, regia di Tonino Cervi (2003)
- Appuntamento a ora insolita, regia di Stefano Coletta (2008)
- In carne e ossa, regia di Christian Angeli (2010)
- Io non mi arrendo, regia di Enzo Monteleone (2016)
- Rimetti a noi i nostri debiti, regia di Antonio Morabito (2018)
- Lectura Ovidii, regia di Davide Cavuti (2019)
- Il paradiso del pavone, regia di Laura Bispuri (2021)

### Televisione
- Aut aut. Cronaca di una rapina, regia di Silvio Maestranzi – miniserie TV (1976)
- Così per gioco, regia di Leonardo Cortese – miniserie TV (1979)
- Il était un musicien – serie TV, episodio Monsieur Rossini, regia di Giovanni Fago (1979)
- In cammino, regia di Gianni Amelio – cortometraggio TV (1979)
- Irma la dolce, regia di Vito Molinari – miniserie TV (1980)
- Arabella, regia di Salvatore Nocita – miniserie TV (1980)
- Le ambizioni sbagliate, regia di Fabio Carpi – film TV (1983)
- La ragazza dell'addio, regia di Daniele D'Anza – miniserie TV (1984)
- La nemica, regia di Nanni Fabbri – film TV (1984)
- Il commissario Corso – serie TV, episodio Notte di luna, regia di Alberto Sironi (1991)
- Morlock – miniserie TV (1993)
- Il commissario Rex – serie TV, episodi 4x06-4x07 (1998)
- Don Zeno - L'uomo di Nomadelfia, regia di Gianluigi Calderone – miniserie TV (2008)
- Essere Giuseppe Verdi: Il maestro attraverso le lettere, regia di Daniele Vismara – film TV (2013)
- Io non mi arrendo, regia di Enzo Monteleone – miniserie TV (2016)
- Ransom – serie TV, episodio 3x04 (2019)
- Sopravvissuti, regia di Carmine Elia – serie TV, episodi 1x01-1x02 (2022)

## Teatro
- Il campiello, di Carlo Goldoni, regia di Giorgio Strehler, prima al Piccolo Teatro di Milano il 30 maggio 1975.
- Sior Todero brontolon, di Carlo Goldoni, regia di Antonio Calenda, Venezia, Teatro Carlo Goldoni, 21 ottobre 1983.
- Il trionfo dell'amore, di Pierre de Marivaux, regia di Antoine Vitez, prima al Piccolo Teatro di Milano, il 15 novembre 1985.
- Le ragazze di Lisistrata, commedia con musica di Pier Bernardo Bertoli e Antonio Calenda, regia di Antonio Calenda, Pisa, 4 marzo 1986
- Ti ho sposato per allegria, di Natalia Ginzburg, Teatro Manzoni di Pistoia, regia di Antonio Calenda, 14 dicembre 1987
- Casa di bambola, di Henrik Ibsen, regia di Beppe Navello, Teatro Comunale di Alessandria, 2 marzo 1993.
- Pentesilea, di Heinrich von Kleist, regia di Peter Stein, Teatro antico di Epidauro, 21 giugno 2002.
- La donna vendicativa, di Carlo Goldoni, regia di Roberto De Simone (2005)
- Madre Coraggio di Bertolt Brecht, regia di Robert Carsen. Piccolo Teatro di Milano, 2006[2]
- Italia mia Italia, di e con Maddalena Crippa, regia di Peter Stein, produzione Teatro & Società, 2013.[3]
- Richard II, di William Shakespeare, regia di Peter Stein, Teatro Metastasio di Prato, 2017.[4]
- Matilde e il tram di San Vittore, testo e regia di Renato Sarti, Piccolo Teatro di Milano, 2018.[5][6]
- L'infinito tra parentesi, tratto dal libro di Marco Malvaldi, regia di Piero Maccarinelli, Teatro della Toscana - Teatro Nazionale, Mittelfest, 2019
- Il compleanno, di Harold Pinter, regia di Peter Stein, Tieffe Teatro Milano, Teatro Stabile del Veneto, Viola Produzioni, 2022

## Prosa televisiva Rai
- La casa nova di Carlo Goldoni, regia di Luigi Squarzina, trasmessa il 29 ottobre 1976.
- I due gemelli veneziani di Carlo Goldoni, regia di Luigi Squarzina, trasmessa il 1º aprile 1978.
- Così per gioco, regia di Leonardo Cortese, trasmessa nel 1979.
- La ragione degli altri di Luigi Pirandello, regia di Andrea Camilleri, trasmessa su Rai Due il 27 luglio 1985.

## Riconoscimenti
- Premio Flaiano Sezione teatro[7]
  - 2000 – Premio all'interpretazione per Dialoghi platonici, regia di Gigi Proietti